# 키넨 아이보리 웨이언스
키넨 아이보리 웨이언스(Keenen Ivory Wayans, 1958년 6월 8일 ~ )는 미국의 배우 및 영화 감독이다.

## 출연 작품
- 모스트 원티드